# NGC 6752
NGC 6752（Caldwell 93、Melotte 218）は、くじゃく座の球状星団である。球状星団としては、オメガ星団、きょしちょう座47に次いで全天で3番目に明るい。